# Festival neobjavljene ljubavne poezije Zvonimir Golob
Festival neobjavljene ljubavne poezije Zvonimir Golob se održava se od 2009.
Održava se u Koprivnici početkom lipnja, na obljetnicu smrti hrvatskog pjesnika Zvonimira Goloba, kome u čast ovaj festival nosi ime. 
Organizira ga Udruga branitelja, invalida i udovica Domovinskog rata (UBIUDR) koprivničkog poduzeća Podravke.
Na 1. festivalu održanom 1. lipnja 2009., prigodnu nagradu je dobio hrvatski pjesnik Tomislav Marijan Bilosnić za svoje tri pjesme Volim te dok imaš sve što ima kuća, Nevidljiva kuća ljubavi i U ljubavi nema kuće.